# Tamási Péter
Tamási Péter (Bergen-Belsen, 1946. január 9. –) képzőművész, fotóművész.

## Életpályája
1968-tól foglalkozik fényképezéssel. A Labor Műszeripari Művek reklámgrafikusa és fotósa volt. 1975-ben tagja lett a Fiatal Művészek Klubja fotócsoportjának, majd 1978 és 1981 között a Fiatal Fotóművészek Stúdiójának. Az Esztergomi Fotóklub alapító tagja; 1980-tól az STB csoport tagja [Balla Andrással, Sipeki Gyulával]; 1991-től a Magyar Fotóművészek Szövetsége tagja.

## Egyéni kiállítások
- 1969 • Technika Háza, Esztergom
- 1971 • Fotógrafikák, ÉDÁSZ Kiállítóterem, Esztergom
- 1972 • Vármúzeum, Esztergom
- 1977 • Dorogi Galéria
- 1980 • Városképek, Esztergomi Galéria, Esztergom
- 1981 • Toldi Galéria
- 1989 • Balassa Bálint Múzeum, Esztergom
- 1994 • Dunakanyar, Y Galéria, Szentendre.

## Csoportos kiállítások
1969-től szerepel kiállításokon.
- 1978-86, 1990, 1992 • I-V., VII., VIII. Esztergomi Fotóbiennálé, Vármúzeum, Esztergom.[2]
- 2016 A három Tamási, Esztergom[3]
- 2017 Budapest[4]